# Julia Spetsmark
Julia Spetsmark (30 de junho de 1989) é uma futebolista sueca, que atua como média lateral e como avançada.
Joga desde 2014 pelo KIF Örebro. 
Foi chamada à Seleção Sueca de Futebol Feminino em 2016.

## Clubes
- Suécia KIF Örebro (2014-)

## Títulos
- Campeonato Sueco de Futebol Feminino – 2014